# Neotrichaphodioides caracanus
Neotrichaphodioides caracanus är en skalbaggsart som beskrevs av Vladimir Balthasar 1970. Neotrichaphodioides caracanus ingår i släktet Neotrichaphodioides och familjen Aphodiidae. Inga underarter finns listade i Catalogue of Life.